# Ixtenco (kommun)
Ixtenco är en kommun i Mexiko.   Den ligger i delstaten Tlaxcala, i den sydöstra delen av landet, 130 km öster om huvudstaden Mexico City. Antalet invånare är 6 791.
Följande samhällen finns i Ixtenco:
- Ixtenco